# Der Tod im Sattel
Der Tod im Sattel ist ein tschechischer Jugendfilm mit Elementen eines Western, der von Jindřich Polák 1958 inszeniert wurde. Er wurde am 23. Oktober 1959 in den Kinos der DDR erstmals im deutschen Sprachraum gezeigt. In der Tschechoslowakei war er schon im März dieses Jahres zu sehen.

## Inhalt
Der junge Lehrling Tomáš ist ein glühender Anhänger von Wildwest-Romanen. Im wirklichen Leben arbeitet er mit einigen Alterskollegen auf einer Pferdefarm als Trainer und Nachwuchsjockey. Er ist in die Tochter des Pferdetrainers verliebt. In seinen Fantasien aber ist er „Beaver Kid“ und besteht gefährliche Abenteuer, in denen er auch die Tochter rettet; er geht völlig in dieser Scheinwelt auf und damit seiner Umwelt auf die Nerven. Um Tomáš in die Realität zurückzuholen, inszenieren seine Kollegen einen Überfall auf ihren Zahlmeister, der jedoch tragisch endet, als dieser tatsächlich stirbt. Sie alle enden tragisch mit ein bisschen Geld in tiefem Wasser.

## Kritik
„Jugendfilm gegen erlogene Abenteuer und falsche Idole aus dem Groschenheft-Milieu. Ethisch von Wert, künstlerisch schwach.“

## Bemerkungen
Als Werbeunterstützung erschien die Filmbroschüre als Progress-Filmprogramm 101 (1959). Der Film ist in seinem Herstellungsland auf DVD erschienen.